# Monument naturel El Morado

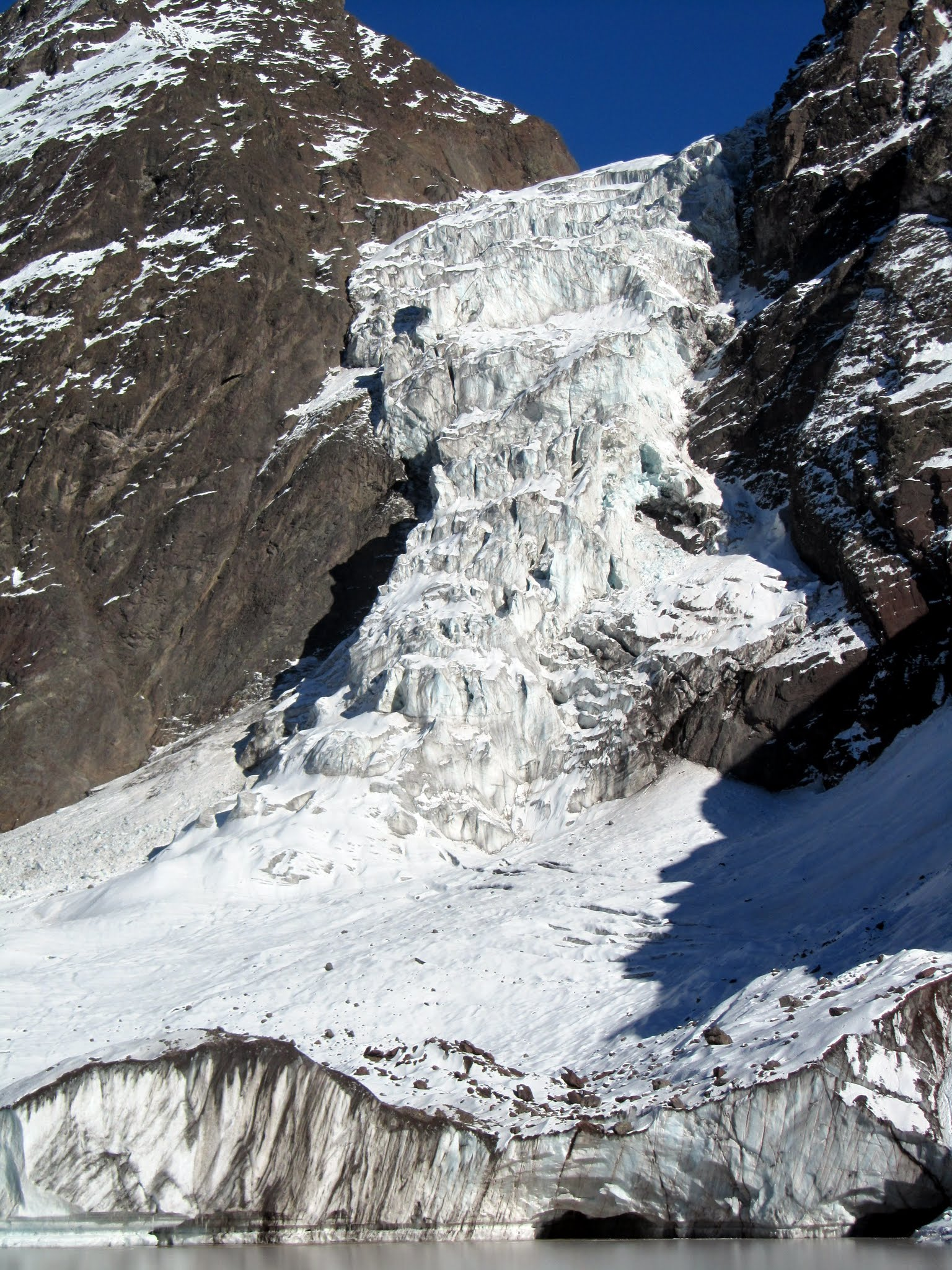
Lagune glaciaire 1.

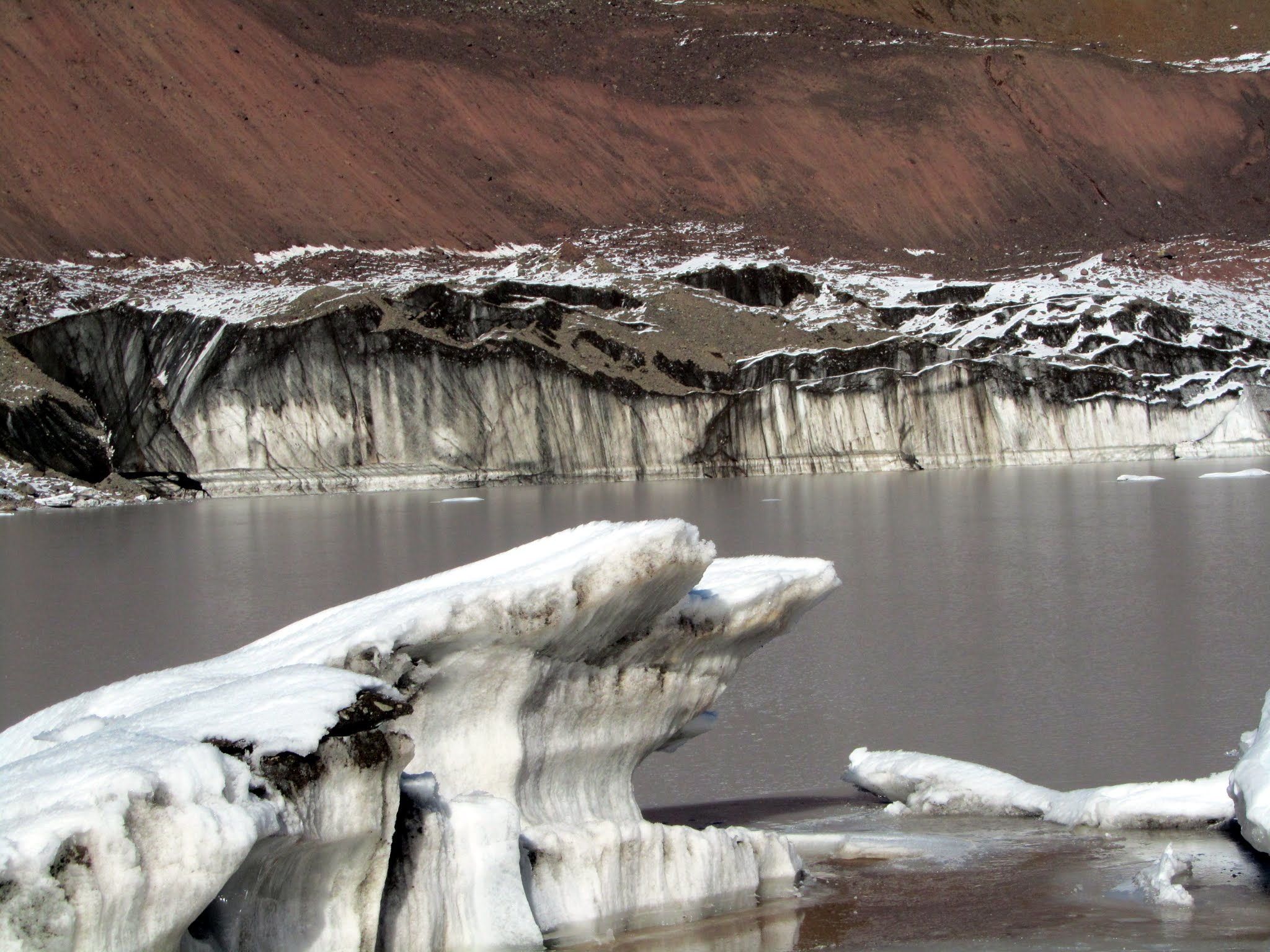
Lagune glaciaire 2.

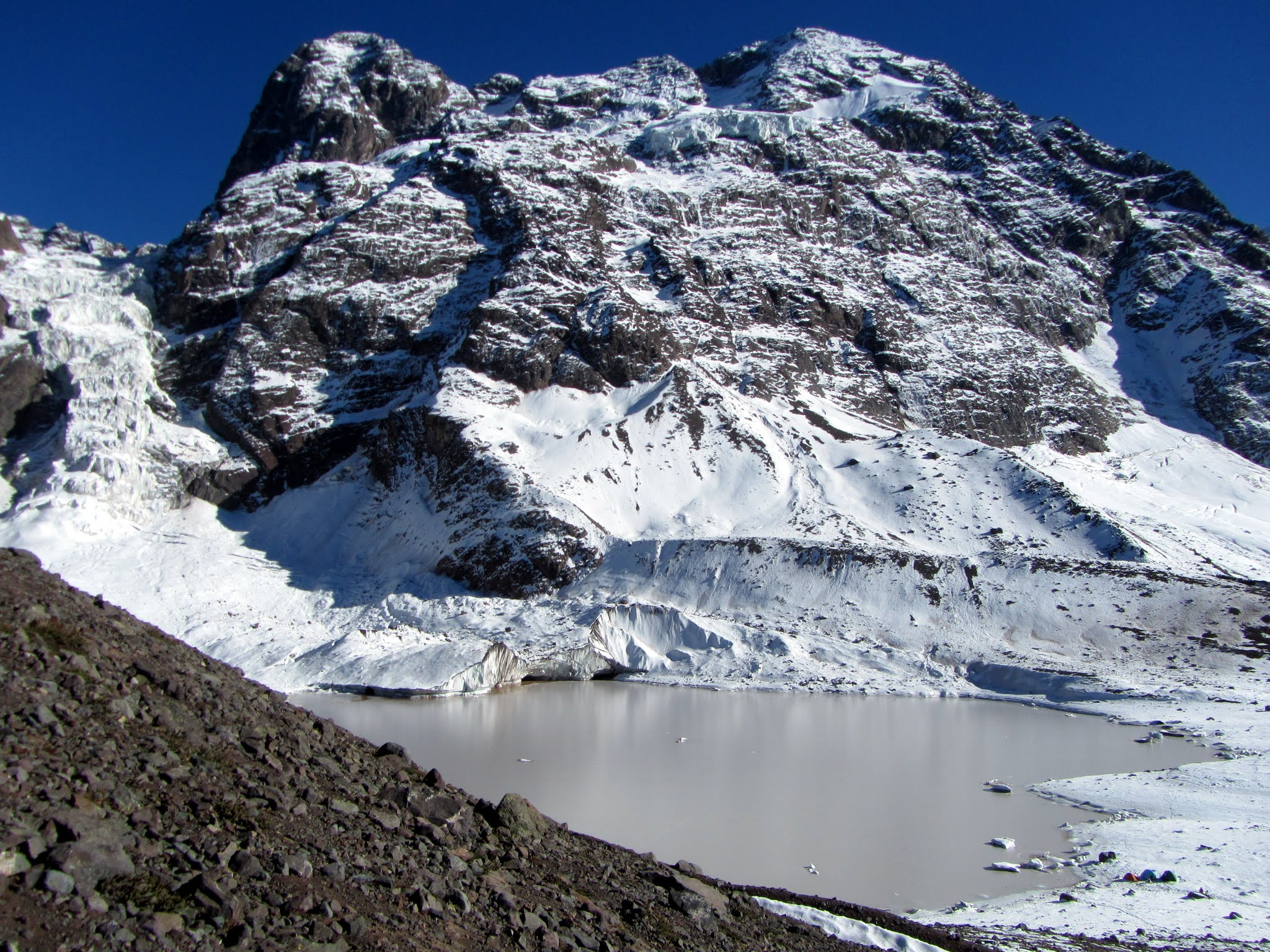
Lagune glaciaire 3.

Le Monument Naturel El Morado est un monument naturel chilien situé dans le Cajón du Maipo, région métropolitaine de Santiago. Le monument est un cirque glaciaire et fait partie de la cuenca du fleuve El Volcán. La Colline El Morado domine le paysage de cette zone protégée.
Le monument naturel El Morado est situé dans la région métropolitaine à 93 km au Sud-Est de Santiago, dans la Province de la Cordillère. À l'est de la localité de Baños Morales dans la commune de San José de Maipo. La principale voie d'accès est la route G-25, qui relie Puente Alto à San José de Maipo-El Volcán. Il a une superficie d'environ 3.009 ha et est administré par la Corporation Nationale Forestière (CONAF).

## Visiteurs
Ce monument naturel reçoit une grande quantité de visiteurs chiliens et étrangers chaque année.
| An        | 2007   | 2008   | 2009   | 2010  | 2011   | 2012   | 2013   | 2014   | 2015   | 2016   | 2017  | 2018   |
| --------- | ------ | ------ | ------ | ----- | ------ | ------ | ------ | ------ | ------ | ------ | ----- | ------ |
| Chiliens  | 9.196  | 8.331  | 9.760  | 7.482 | 10.232 | 9.353  | 10.218 | 10.347 | 15.712 | 14.275 | 4.338 | 11.899 |
| Étrangers | 3.065  | 3.158  | 3.398  | 2.068 | 2.515  | 2.672  | 3.142  | 3.730  | 4.503  | 2.756  | 1.081 | 2.004  |
| Total     | 12.261 | 11.489 | 13.158 | 9.550 | 12.747 | 12.025 | 13.360 | 14.077 | 20.215 | 17.031 | 5.419 | 13.903 |